# Ectenessa zamalloae
Ectenessa zamalloae är en skalbaggsart som beskrevs av Maria Helena M. Galileo och Martins 2008. Ectenessa zamalloae ingår i släktet Ectenessa och familjen långhorningar. Inga underarter finns listade i Catalogue of Life.